# Sunagawa
Sunagawa (jap. 砂川市, -shi) ist eine Stadt in der Unterpräfektur Sorachi auf der Insel Hokkaidō (Japan).

## Geographie
Sunagawa liegt südwestlich von Asahikawa und nordöstlich von Sapporo.

## Geschichte
Die Ernennung zur Shi erfolgte am 1. Juli 1958.

## Verkehr
Der Bahnhof Sunagawa liegt an der Hakodate-Hauptlinie zwischen Sapporo und Asahikawa, die von der Bahngesellschaft JR Hokkaido betrieben wird.
Sunagawa ist über die Dōō-Autobahn und die Nationalstraße 12 erreichbar.

## Angrenzende Städte und Gemeinden
- Takikawa
- Akabira
- Utashinai